# Robert W. Malone
Robert Wallace Malone (n. 1960) este un virolog și imunolog american. Munca sa s-a concentrat pe tehnologia ARNm, pe produse farmaceutice și pe cercetarea reutilizarii medicamentelor.  .